# Dia Internacional do Fim da Fístula Obstétrica
O Dia Internacional do Fim da Fístula Obstétrica é celebrado anualmente no dia 23 de maio e foi implementado pela Assembleia Geral das Nações Unidas. Tem como objectivo incentivar a adopção de medidas que conduzam à erradicação da fístula obstétrica, uma complicação do trabalho de parto que afecta milhares de mulheres todos os anos.              

## História
Este dia foi proclamado pela Assembleia Geral das Nações Unidas, no dia 20 de dezembro de 2012, com a assinatura da Resolução 67/147. Foi pela primeira vez comemorado em 2013.

## Objectivos
A fístula obstétrica é mais frequente em países asiáticos e da África subsariana, no Caribe e na América Latina, onde o acesso a cuidados médicos é reduzido.
Em 2018, a Organização Mundial de Saúde estimava que mais de 2 milhões de mulheres sofriam deste problema. Para além de vários problemas de saúde, esta complicação faz com sofram de isolamento social e vivam em situações de pobreza extrema.
Assim, este dia tem como objectivo incentivar a adopção de medidas que conduzam à erradicação da fístula obstétrica uma complicação do trabalho de parto que afecta milhares de mulheres todos os anos.

## Temas dos Dias Internacionais do Fim da Fístula Obstétrica
Todos os anos é definido um tema específico que serve de linha condutora às comemorações deste dia, entre eles:
- 2013 - Todos pelo fim da fístula obstétrica[5]

- 2021 - Os direitos das mulheres são direitos humanos! Fim da fístula agora![3]